# Seca na região Norte do Brasil em 2023-2024
A seca na região Norte do Brasil entre 2023 e 2024 é um evento climático de grandes proporções ocorrido a partir do segundo semestre de 2023 no Brasil. É considerada uma das piores secas da história na região, causada principalmente pelo El Niño, o aquecimento do norte do Oceano Atlântico e por crimes ambientais. Caracteriza-se pelos baixos índices de precipitação na região norte do país, impactando principalmente os estados do Amazonas, Acre, Roraima, Amapá, Rondônia e Pará.
Apenas no estado do Amazonas, mais de 630 mil pessoas foram afetadas pela seca.
Um estudo realizado pela World Weather Atributtion (WWA), um consórcio de cientistas de diversos países que estudam as causas e efeitos de eventos climáticos, atribuiu a atividade humana como principal responsável pela seca ocorrida, ao acelerar a mudança climática em curso. Além disso, o estudo concluiu que as populações mais pobres e isoladas da Amazônia foram as mais afetadas pelo evento climático.

## Antecedentes
Indicadores paleoclimáticos sugerem que a região amazônica já passou por momentos de grandes secas há milhares anos. As mais recentes que se tem conhecimento são as ocorridas nos anos de 1912, 1925, 1964, 1980, 1983, 1997/1998, 2005, 2010 e a mais recente de todas em 2023. As causas destes eventos geralmente tem sido associadas à variação do padrão de circulação da temperatura dos oceanos Pacífico e Atlântico tropical, decorrentes principalmente de causas naturais. Porém, estudos recentes tem sugerido a influência das ações humanas para ocasionar as estiagens, seja pelo desmatamento ou pelas queimadas intencionais, que podem estender a estação seca na região e atrasar o início da fase chuvosa.

### Seca de 2005
No ano de 2005, a Amazônia sofreu uma grande seca que atingiu cerca de 700 mil quilômetros quadrados na região, considerada a maior do século. Segundo cientistas da NASA, a estiagem deste período danificou a cobertura florestal de forma generalizada, de modo que seus efeitos ainda eram visíveis 5 anos depois do ocorrido. Os pesquisadores indicaram que as causas do ocorrido, que atingiu principalmente a região sul da Amazônia entre os Rio Madeira e Solimões, seriam os aumentos de temperatura da superfície do oceano atlântico.

### Seca de 2010

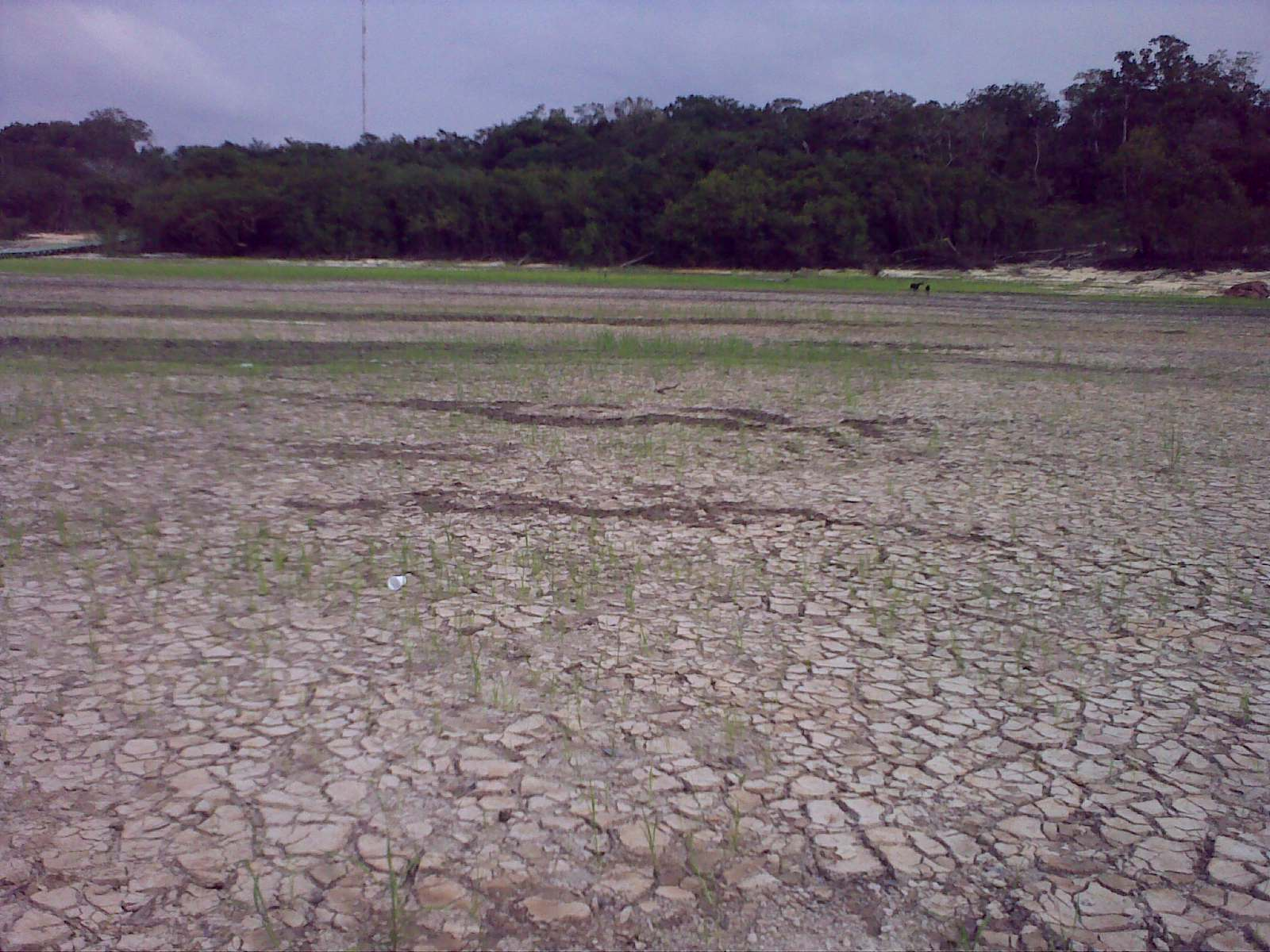
Rio Negro durante a seca que assolou a Amazônia em 2010

Cinco anos depois, outra grave seca atingiu a mesma região, sendo considerada desta vez a mais drástica da história, porém desta vez atingiu com mais intensidade a região central e do leste amazônico. Os danos foram maiores do que a estiagem anterior, ocasionando redução intensa dos níveis dos rios, afetando especialmente às populações ribeirinhas, que ficaram isoladas por dependerem dos rios para seu deslocamento. Cientistas do Inpe indicam que a causa desta seca se deveu à ocorrência simultânea do fenômeno El Niño em conjunto com o aquecimento das águas tropicais do Atlântico Norte.
Um estudo da revista Science concluiu que durante a estiagem de 2010 a floresta amazônica recebeu 57% menos chuvas do que o usual, enquanto durante a seca de 2005, ocorreram 37% menos chuvas. Outra conclusão do trabalho foi de que a emissão de carbono em 2010 pela decomposição da vegetação morta na floresta foi superior à da seca ocorrida em 2005.
Em julho de 2023, cientistas já alertavam quanto à possibilidade do fenômeno El Niño provocar incremento de queimadas na região amazônica devido a sua influência nas alterações na temperatura do Oceano Pacífico e comprometimento do regime de chuvas na região.

## Histórico

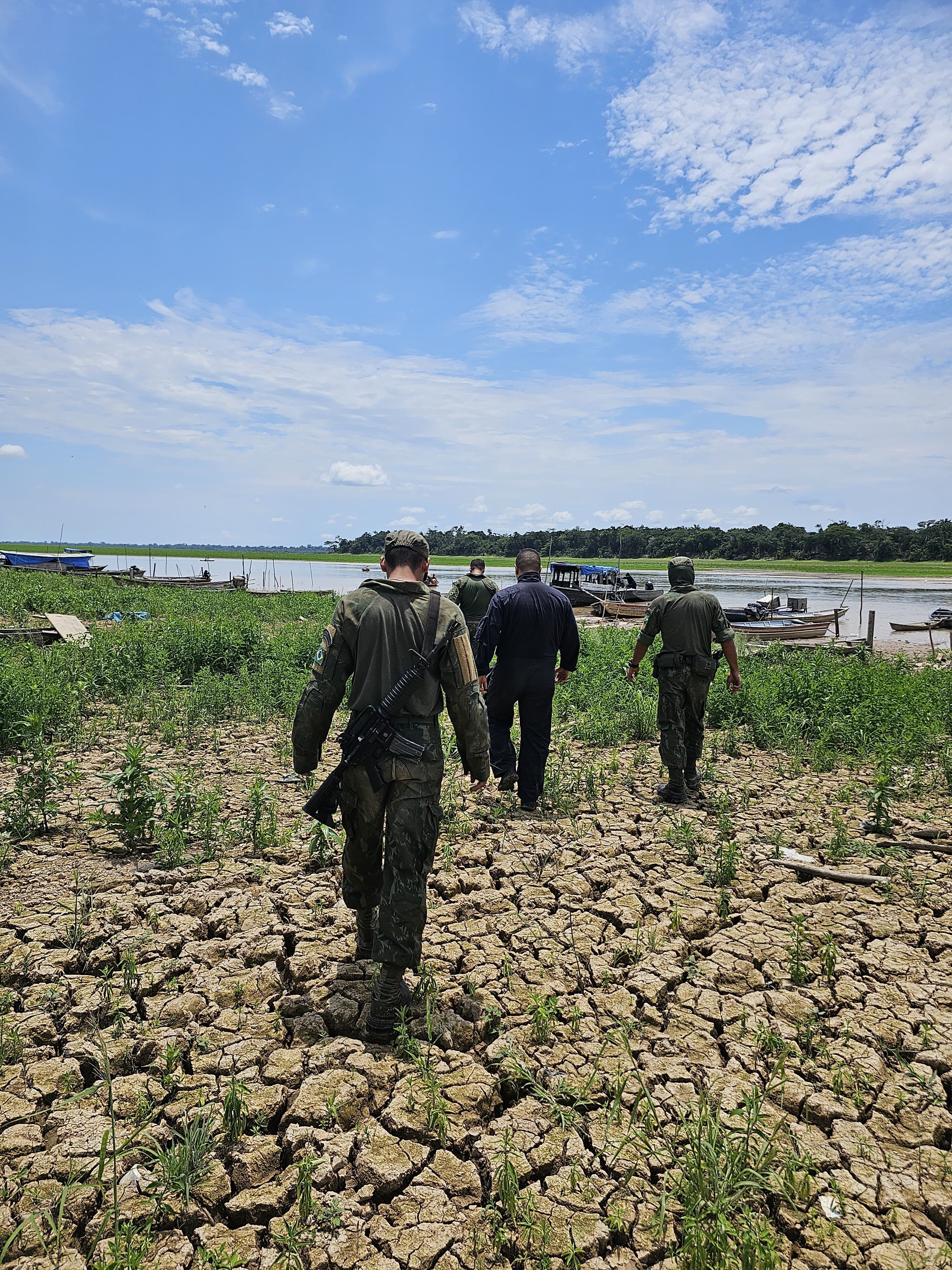
Operação Estiagem 2023, realizada de forma emergencial pela Marinha do Brasil para atenuar os efeitos da seca no Amazonas

Segundo estudos do Centro Científico da União Europeia, todos os 9 países da bacia amazônica apresentaram no ano de 2023 os menores volumes de chuva dos últimos 40 anos para o período de julho a setembro de 2023. Além disso, entre os meses de agosto e novembro, as máximas de temperatura ficaram de 2 a 5ºC acima da média histórica, caracterizando as ondas de calor que assolaram a região. No estado do Amazonas, as chuvas variaram de 100 a 350 milímetros abaixo do normal, que corresponde a cerca de metade do volume esperado para a localidade.
No dia 29 de setembro, o governador Wilson Lima do Amazonas decretou estado de emergência em 55 municípios no estado por 6 meses consecutivos, além de determinar ações para aliviar os efeitos da estiagem. Já no início de novembro, foi decretado o estado de emergência para todos os 62 municípios do estado. Além de contar com a seca histórica, a região passou por uma grave emergência ambiental relacionada às intensas queimadas da região, que só no mês de outubro contabilizou cerca de 3,9 mil, o pior cenário dos últimos 25 anos.
No dia 6 de outubro, o governo estadual do Acre decretou estado de emergência devido à redução abrupta dos níveis dos rios Acre, Purus, Juruá, Tarauacá, Envira, Iaco e Moa.
No Pará a seca afetou principalmente a região oeste do estado, onde o nível do Rio Tapajós chegou a reduzir para 55 centímetros (menor marca desde a seca de 2010), mas também afetou a região sudoeste e sudeste, além da região do Marajó. No mês de novembro, 24 municípios do estado declararam estarem em estado de emergência, enquanto 21 municípios tiveram situação de emergência reconhecida pelo Ministério da Integração e do Desenvolvimento Regional. O Governo Federal liberou cerca de R$32 milhões ao estado para combater os efeitos ocasionados pela estiagem.
Já em 19 de outubro, o Governo federal do Brasil reconheceu a situação de emergência ocasionada pela seca no município de Tartarugalzinho, primeira cidade do Amapá a entrar em estado de emergência. Porém, em 22 de novembro o governo do estado do Amapá ampliou o decreto de emergência para todos os seus 16 municípios por conta da intensa estiagem.
No estado de Rondônia, apenas em 15 de dezembro foi instituído o estado de emergência, o qual foi declarado para todo o estado em conjunto com um comitê de crise hídrica para atenuar os efeitos da seca prolongada na região.
Em Roraima, foi constatado em 21 de dezembro que toda a região do estado apresentava áreas de seca moderada ou grave segundo o Monitor de Secas da Agência Nacional de Águas e Saneamento Básico (ANA), sendo a primeira vez que o estado apareceu no levantamento.
Segundo estudos do Laboratório de Modelagem do Sistema Climático Terrestre (Labclim) da Universidade do Estado do Amazonas (UEA), as chuvas devem se regularizar no estado do Amazonas apenas no mês de fevereiro de 2024.

## Consequências

### Hidrológicas
|                                                    |  |                                                        |
| Imagem de satélite do Rio Negro em Outubro de 2022 |  | Rio Negro no dia 03 de outubro de 2023, durante a seca |

Os impactos do período de seca atingiram fortemente o Rio Negro, que apresentou em 24 de outubro de 2023 o menor nível em toda a história de medição (iniciada em 1902): 12,70 metros, superando o recorde de 13,63 metros de 2010. Como consequência disso, houve grandes mudanças na paisagem do rio, prejuízos na sua navegação, dificuldades no escoamento da produção do polo industrial de Manaus e encerramento precoce do período letivo das escolas de comunidades ribeirinhas próximas ao rio na capital do Amazonas (duas semanas antes do usual).

Já no Rio Purus, o impacto também foi notável ao ter a quinta pior seca da história desde o início das suas medições em 1967 pelo Serviço Geológico Brasileiro. Os impactos da redução de seu nível atingiram mais de 140 mil pessoas, apenas na calha do rio. Durante evento de erosão 

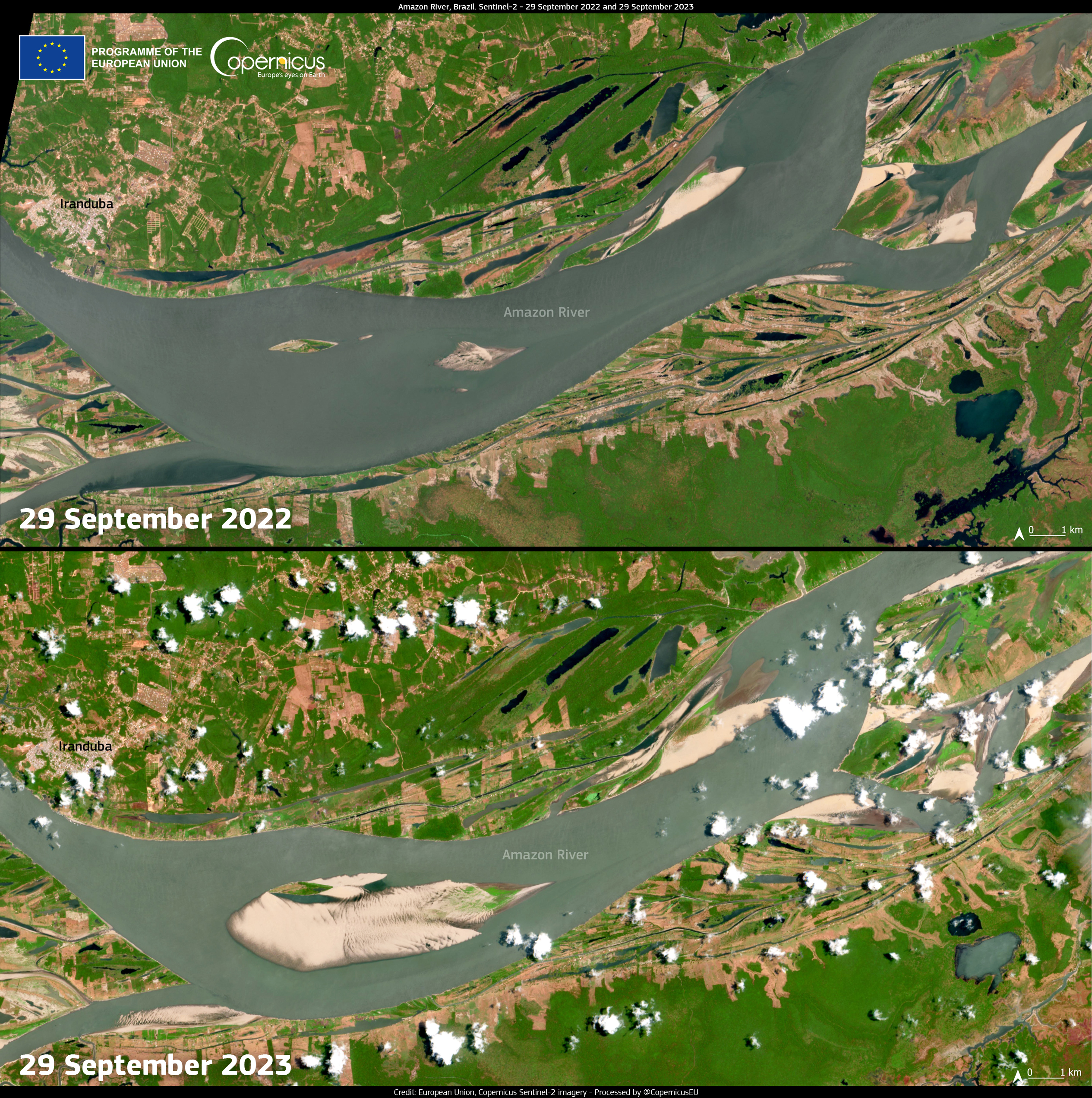
Imagem de satélite do Rio Amazonas comparativa entre o fim de setembro de 2022 (acima) e fim de setembro de 2023 (abaixo), durante a seca na região

O Rio Solimões, por sua vez, apresentou o menor nível da história em outubro de 2023, segundo informações do Serviço Geológico Brasileiro, chegando a 3,61 metros na estação de Manacapuru. Este nível é inferior ao menor valor que havia sido registrado na seca de 2010: 3,92 metros. Em alguns trechos do rio, como no município de Tefé, grandes bancos de areia se formaram, prejudicando a locomoção e a vida das comunidades locais.
O Rio Branco, localizado no estado de Roraima, registrou nível de 0,60 metros em 29 de novembro, menor nível desde o ano de 2016, quando também houve efeito do fenômeno El Niño na região. Já no dia 21 de dezembro, o nível caiu para 0,44 metros. Na mesma data do ano anterior, este registrou nível igual a 3,11 metros.
A baixa no nível do Rio Madeira provocou a paralisação por duas semanas (entre os dias 2 e 16 de outubro) da operação da Usina Hidrelétrica Santo Antônio, em Rondônia. Esta foi a segunda vez na história que a usina precisou ter sua operação interrompida e atingiu em 2022 a quarta maior produção de energia elétrica do Brasil.

### Qualidade do ar

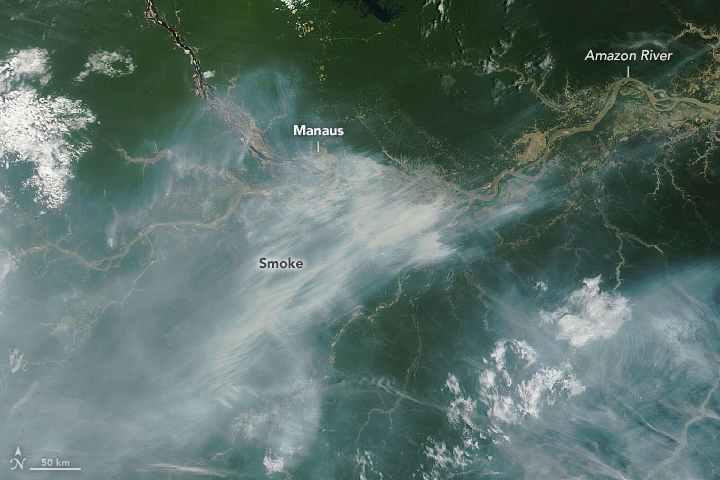
Fumaça se dispersando pela região metropolitana de Manaus durante a seca de 2023

A partir de agosto de 2023, a capital Manaus foi atingida por grandes nuvens de fumaça, intensificadas com a chegada da seca na região. No dia 11 de outubro, o World Air Quality Index (WAQI), que mede os teores de material particulado e gases poluentes como ozônio e monóxido de carbono na atmosfera de cidades do mundo todo, indicou que a cidade de Manaus era a segunda cidade com a pior qualidade do ar de todo o planeta. Segundo o Ibama, estes fatos se deveram às queimadas ocorridas na Região Metropolitana de Manaus. A fumaça se estendeu até o mês de novembro, quando ocorreu também uma tempestade de areia na capital amazonense ocasionadas por rajadas de vento no solo ressecado, levantando poeira e terra em grande quantidade.

### Biodiversidade
Em algumas regiões dos estados do Amazonas e Pará foram identificadas temperaturas da água acima das médias esperadas. Os peixes e répteis, por serem ectotérmicos, possuem dificuldade para sobreviver quando atingem certos limites de temperatura corporal, além do fato de as águas mais quentes apresentarem redução na concentração de oxigênio dissolvido, podendo levar alguns animais a óbito.
Um exemplo disso, foi o lago do Janauacá (próximo de Manaus), que apresentou durante a estiagem de 2023 temperaturas entre 31,8°C e 38°C, concentração de oxigênio próximo de 0,38 mg/L (a resolução do Conama estabelece que o valor limite para preservação da vida aquática é de 5,0 mg/L) e, consequentemente, uma série de peixes, jacarés e até mesmo tracajás mortos.
Ja no lago Tefé, a 521 quilômetros de Manaus, ocorreu a morte de um total de 159 botos vermelhos e tucuxis desde setembro até o final do ano de 2023. Neste período, foram observadas temperaturas de até 41 °C em certos pontos de lagos, além de recordes de temperatura do ar em municípios próximos. Além disso, cerca de 117 destes mesmos animais foram encontrados mortos na cidade de Coari, próxima de Tefé. O Instituto Chico Mendes de Conservação da Biodiversidade (ICMBIO) suspeita que a seca na região pode ter contribuído para estas ocorrências.
Segundo o climatologista Carlos Nobre, dados levantados demonstram que ocorre uma destruição acelerada da floresta amazônica devido à combinação de seca e das queimadas, prevendo um aumento de até 300% na mortalidade das árvores.
Um pesquisa coordenada pela doutora Cristhiana Paula Röpke do Inpa com apoio da Fundação de Amparo à Pesquisa do Estado do Amazonas (Fapeam), constatou que a seca ocorrida propiciou a redução da diversidade de peixes e aumento das espécies que são dominantes, em relação ao número total de indivíduos. O fenômeno climático afetou o deslocamento dos peixes, acesso a alimentos e indicação de quando reproduzir.

### Impactos econômicos
Houve impactos econômicos marcantes no estado do Amazonas, especialmente devido à dificuldade de escoamento de produção do Polo Industrial de Manaus, morte de peixes e redução do turismo na região. Algumas regiões como a Comunidade do Tumbira, na Reserva de Desenvolvimento Sustentável (RDS) do Rio Negro, onde cerca de 70% da economia é voltada ao turismo da base comunitária, tiveram fortes prejuízos econômicos. De acordo com o Instituto de Conservação e Desenvolvimento Sustentável da Amazônia (IDESAM), o turismo de base comunitária, o manejo de pirarucu e o manejo florestal madeireiro foram severamente impactados durante a crise instaurada pela seca na região amazônica. Na Reserva Extrativista Ituxí (município de Lábrea), localizada no sul do Amazonas, região em que o manejo do pirarucu é uma das principais fontes de renda, foi relatada grande mortalidade desta espécie de peixe. Além disso, a dificuldade no escoamento de produtos fez com que comerciantes e produtores locais ficassem sem alternativas durante o período de seca dos rios, forçando lideranças locais a estocar alimentos para o longo prazo.
Devido à seca intensa, em combinação com aumento na demanda de produtos, cerca de 33 empresas da Zona Franca de Manaus tiveram que antecipar as férias coletivas para o mês de outubro, as quais ocorriam geralmente no início de dezembro. Segundo o presidente do sindicato dos metalúrgicos do Amazonas, entre 15 e 17 mil trabalhadores foram paralisados antes do tempo previsto.
Segundo dados do IBGE, a produção industrial amazonense recuou 5,7% no mês de outubro frente ao mesmo período do ano anterior. Em novembro, comparado ao mês anterior, a produção industrial teve uma queda de 4,2%. Já na comparação anual, a redução na produção do estado foi de 10,3% em novembro de 2023. A indústria amazonense também despendeu mais de R$1,4 bilhões de custos adicionais em função da falta de insumos e dificuldade de escoamento dos produtos finais. Além disso, houve uma queda de 83% na importação pelo modal aquaviário no estado por conta da seca histórica.
No oeste do Pará a mortandade de peixes afetou mais de 33 mil pescadores, que ficaram sem fonte de renda quando rios e lagos da região secaram. O impacto econômico desta população foi tão grande que o governo federal providenciou dois salários mínimos de seguro-defeso para esta população afetada.

### Povos indígenas e ribeirinhos
As pessoas mais afetadas pela estiagem foram as comunidades indígenas e ribeirinhas, que sobrevivem principalmente do que é proveniente dos rios da região e ficaram isoladas quase completamente pelas baixas nos níveis dos rios.
No município de Lábrea, sul do Amazonas, cerca de 90% das aldeias sofrem prejuízos na alimentação, saúde e locomoção por conta do período de seca. Na Terra Indígena Jarawara/Jamamadi/Kanamati, a seca na calha do Rio Purus prejudicou 10 aldeias devido à impossibilidade do transporte de alunos, a entrada da equipe de saúde e, principalmente, a realização da pesca. Já na Terra Indígena Caititu, a ocorrência de queimadas provocou a morte de animais, destruição de plantações e problemas de saúde para os habitantes do território.
Aldeias de povos Munduruku na Terra Indígena Kwatá-Laranjal, que vivem próximos ao leito do Rio Canumã (afluente do Rio Madeira), tiveram de cavar cacimbas para obter água durante o período de seca, sofreram com a dificuldade no transporte de pessoas e de mercadorias na região, afetando seu sustento. Já no município de São Gabriel da Cachoeira, onde 93% da população se declara indígena, a seca afetou as aldeias indígenas que sobrevivem do pescado e da roça, já que houve grande mortandade de peixes, piora na qualidade das águas, racionamento de energia e paralisação das aulas escolares.
Na cidade de Tefé (Amazonas), o povo ribeirinho enfrentou dificuldades para conseguir água para consumo, já que os igarapés secaram completamente e se tornaram bancos de areia superaquecida. Assim, a população precisou buscar água na cidade e carregar por grandes distâncias até suas residências. Além disso, no mesmo município, trechos do Rio Solimões secaram completamente a partir de setembro de 2023, formando grandes bancos de areia e afetando a vida de indígenas Kokamas, Ticunas e Maiorunas da Terra Indígena Porto Praia de Baixo. A dificuldade de acesso do território por conta da seca prejudicou a pesca e o percurso para a cidade, acessado pelos povos indígenas para comercialização de seus produtos.
Na Terra Indígena Murutinga/Tracajá, no município de Autazes próximo à Manaus, houve desaparecimento quase completo do rio nas margens da aldeia, prejudicando o fornecimento de água potável, dificultando o deslocamento e causando a morte dos peixes, afetando mais de 3 mil pessoas.
No município de Beruri (Amazonas), em uma das curvas do Rio Purus, duas pessoas morreram e outras três desapareceram por conta da formação de uma cratera agravada pela seca intensa. Além disso, o acidente ocorrido na Vila Arumã (formada por povo ribeirinho) destruiu cerca de 45 residências, um posto de saúde, uma escola e três igrejas. A cratera se formou no dia 30 de setembro, por um processo erosivo acentuado pelo desmatamento criminoso na região e pela estiagem, já que as árvores possuem capacidade de manter a integridade do solo que, quando seca de forma muito abrupta como ocorreu em 2023, aumenta a pressão sobre o leito do rio e intensifica o efeito de "terras caídas" (desmoronamento natural de encostas próximas a rios).
Nove lideranças de comunidades indígenas de Roraima relataram terem sofrido com a falta de água, morte da vegetação (prejudicando a alimentação de rebanhos) e de plantações de macaxeira, que não estão sendo colhidas na quantidade e qualidade necessária para produção de farinha, beiju, goma e outros alimentos tradicionais.

## Descobertas arqueológicas
Um sítio arqueológico contendo registros rupestres com feições humanas, que já havia aparecido na seca de 2010 na Ponta das Lajes (próximo da confluência dos rios Negro e Solimões), voltou a surgir durante a seca no mês de outubro em Manaus. A gravidade da redução do nível dos rios dessa vez expôs mais gravuras do que a seca anterior e até uma feição humana entalhada em rocha. O sítio, que comporta uma praia coberta com lajes de pedra, se localiza nas margens do rio Negro e possui área próxima de 150 mil metros quadrados. Segundo arqueólogos do Iphan, as gravuras, cuja idade estimada está entre dois mil e mil anos, são testemunhos da forma de vida dos povos pré-coloniais que abitavam a região de Manaus.
Outros três sítios arqueológicos anteriormente desconhecidos foram revelados pela seca ocorrida em 2023. Estes trazem registros históricos e mais informações sobre o modo de vida dos povos que habitavam a região no período pré-colonial.
Um deles é o Forte São Francisco Xavier, localizado nas margens do Rio Solimões no município de Tabatinga (Amazonas), próximo à tríplice fronteira com Peru e Colômbia. O forte, que foi soterrado e submerso devido a desmoronamentos de terra, foi construído com madeiras grossas e possui forma hexagonal irregular. Segundo o Iphan, o forte marca o domínio português na região amazônica da era colonial e era a última parada para quem se direcionava aos Andes.
Já na cidade de Anamã (Amazonas), um outro sítio arqueológico chamado de Costa do Goiabeira, foi encontrado, onde foram descobertas urnas de funerárias de cerâmica.
Outra descoberta ocorreu no município de Urucará (Amazonas), onde foram encontrados novos registros rupestres realizados em rochas, tal como foi visualizado no Sítio Ponta das Lajes.